# 伊斯特万·迪克
伊斯特万·迪克 (匈牙利語：István Deák, 1926年5月11日—2023年1月10日) 是一位匈牙利裔美国作家，历史学家。

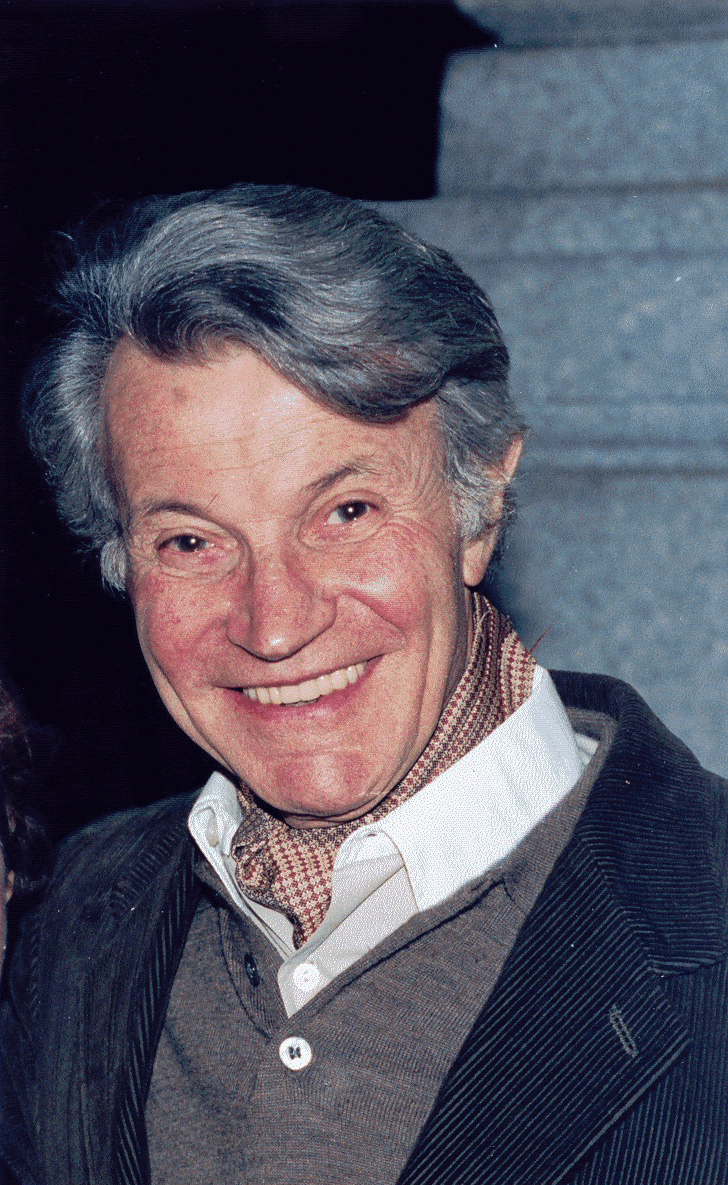
伊斯特万·迪克

## 生平
1926年出生于匈牙利塞克什白堡，1945年进入布达佩斯大学，后因为战乱于1948年离开布达佩斯，之后进入巴黎大学，曾在法国和西德的自由欧洲电台／自由电台担任记者。1956年离开法国前往美国，在哥伦比亚大学求学并留校任教。1964年第一次回到匈牙利，并从此频繁出席位于匈牙利的学术会议，担任美国和匈牙利历史学家之间的纽带。1968年至1979年担任哥伦比亚大学中东欧研究所主任。1990年东欧剧变后被选为匈牙利科学院院士，1997年退休并担任斯坦福大学访问教授。他持续发布关于欧洲史，尤其是犹太人大屠杀相关的著作。

## 家庭
妻子Gloria Deak是一位艺术史学家。

## 著作
- 《审问欧洲：二战时期的合作、抵抗与报复》（Europe on Trial. The Story of Collaboration, Resistance, and Retribution during World War II），中信出版集团见识丛书，ISBN 9787508684338